# Nils Abjörnsson (Sparre av Tofta)
Nils Abjörnsson (Sparre av Tofta), död 1359, var en svensk riddare, riksråd, drots, lagman i Västmanlands och Dalarnas lagsaga samt kolonisatör i Piteå. Nils Abjörnsson finns tidigast omnämnd i ett dokument från 1317 i vilket han är med om att intyga en förlikning om tionden mellan biskopen i Strängnäs och stiftsborna.

## Familj
Nils Abjörnsson var son till Abjörn Sixtensson (Sparre av Tofta) och Ingeborg Ulfsdotter (Ulv), samt bror till Ulf Abjörnsson. Han var gift med Bengta Abrahamsdotter som överlevde honom. Nils Abjörnsson fick såvitt känt två barn. Dottern Ingeborg, gift med Sten Turesson d.ä. (Bielke), dog någon gång mellan 1370 och 1377. Sonen Filip, gift med Ramborg Israelsdotter (Finstaätten), dog troligen långt före 1376.

## Drots av Sverige

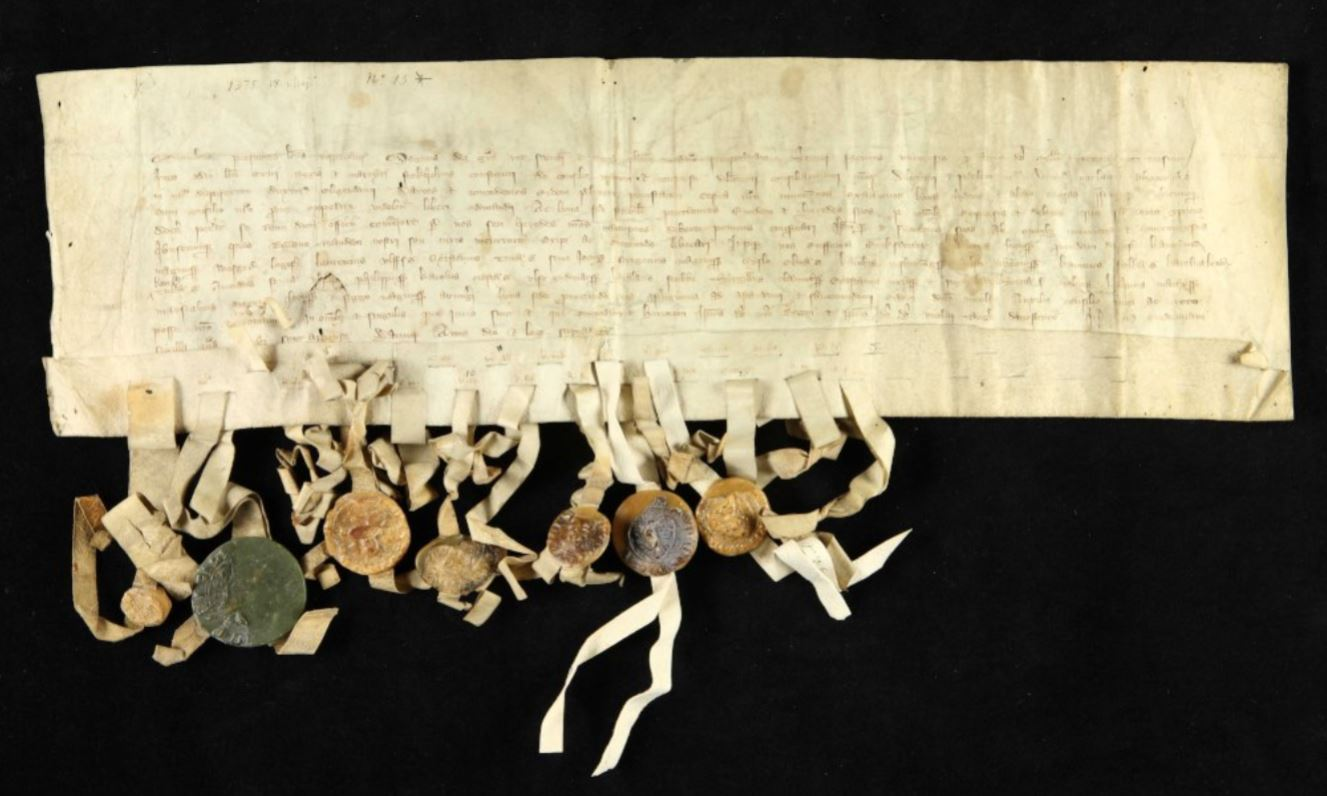
SDHK nr 4156, datering 1335-05-18 (original)

Den 18 maj 1335 utnämnde kung Magnus Eriksson Nils Abjörnsson till sin drots, och där nämndes hans riksråd och närmaste män:

## Kolonisatör i Piteå
År 1335 utfärdade kung Magnus Eriksson ett stadfästelsebrev om ett område kring Piteälven som Nils Abjörnsson tidigare fått sig tilldelat: "...den vördige fadren i Kristo herr Olof, kär i åminnelse, fordom ärkebiskop i Uppsala (...) i och för kolonisation tilldelat vår älskelige och trogne man herr Nils Abjörnsson en älv vid namn Pitu (...) jämte öar och vatten benämnda 'infjordar' samt alla andra dithörande områden, kallade 'tillider'...". Av brevet framgår att herr Nils hade byggt bostäder och tagit familjer till området, samt nedlagt både pengar och möda på sitt kolonisationsprojekt. Därför ville kungen "åt honom och hans arvingar avstå och till evärdelig ägo överlåta förenämnda älv jämte alla dess omgivningar, vilka samme herr Nils redan faktiskt satt sig i besittning av".
Nils Abjörnssons dotterson Sten Stensson (Bielke) erhöll vid moderns död en del av besittningarna i Piteå. Han skänkte hälften av släktens laxfiske i Piteälven till Vadstena kloster. Vart den andra hälften tog vägen är oklart; möjligen hade den ärvts av Nils Abjörnssons son, som i sin tur inte fick några barn.
Thomas Wallerström anser i sin doktorsavhandling om Norrbottens medeltid att Nils Abjörnssons kolonisationsprojekt fick stor betydelse för uppkomsten av odlad bygd i Piteområdet. Han menar också att den första kyrkliga etableringen i Piteå (mellan 1316 och 1339) bör ha initierats av Nils Abjörnsson.

## Ägde bland annat Ängsö och Salsta
Nils Abjörnsson ägde bland annat Ängsö slott i Västmanland, Salsta slott i Uppland och Godegårds gård i Östergötland, det sistnämnda från senast 1345. Han anses ha grundat Ängsö kyrka. Förutom i Västmanland, Uppland och Östergötland ägde han jord även i Gästrikland, Södermanland, Småland och Västergötland samt på Själland.